# Oratorio (Guatemala)
Oratorio, o anche El Oratorio, è un comune del Guatemala facente parte del dipartimento di Santa Rosa.